# サン・ジョヴァンニ・ディ・ジェラーチェ
サン・ジョヴァンニ・ディ・ジェラーチェ（イタリア語: San Giovanni di Gerace）は、イタリア共和国カラブリア州レッジョ・カラブリア県にある、人口約500人の基礎自治体（コムーネ）。

## 地理

### 位置・広がり

#### 隣接コムーネ
隣接するコムーネは以下の通り。
- グロッテリーア
- マルトーネ